# Latere Liang (16 Koninkrijken)
Latere Liang (386-403) was een niet-Chinese dynastie die regeerde over een deel van Noord-China tijdens de periode van de Zestien Koninkrijken (304-439). Toen was dat gebied verdeeld in staten die voor het merendeel door niet-Chinese ruiternomaden waren gevormd. Latere Liang wordt door Cui Hong (478 – 525) in zijn Lente- en herfstannalen van de Zestien Koninkrijken gerekend tot de Zestien Koninkrijken.

## Samenvattend overzicht
De staat werd in 386 gesticht door Lü Guang (呂光, 337-399/400). Hij behoorde tot het volk van de Di. Vanaf 386 beschouwde hij zich als gouverneur (mu, 牧) van de provincie Liang (Liangzhou). In 389 benoemde hij zichzelf tot "koning van Sanhe" (三河王) en in 396 proclameerde hij zich tot "Hemelse koning van Groot-Liang" (大涼天王). Zijn staat omvatte de huidige provincie Gansu en delen van Ningxia, Qinghai en Xinjiang. De hoofdstad was Guzang (姑臧, het huidige Wuwei in Gansu). De staat kreeg te maken met twee afsplitsingen (in 397 van Zuidelijke Liang en in 398 van Noordelijke Liang), raakte steeds meer betrokken bij oorlogen met buurstaten en na 400 ook met troontwisten. Door een hongersnood verslechterde de economische situatie zodanig dat in 403 de laatste heerser zich onderwierp aan Latere Qin (後秦, 384-417).

## Politieke geschiedenis

### Voorgeschiedenis
Lü Guang werd in 337 geboren en was afkomstig uit de omgeving van het huidige Tianshui in Gansu. Hij behoorde tot het volk van de Di. Zijn vader Lü Polou (呂婆樓, †?) was een generaal in dienst van Fu Jian (苻堅, 337-385) en hielp hem om in 357 heerser van Vroegere Qin te worden. Hij werd daarna een van zijn adviseurs. 
Lü Guang kwam op advies van eerste minister Wang Meng (王猛, 325-375) in dienst bij Fu Jian. Hij sloeg twee opstanden tegen hem neer en nam in 370 deel aan de verovering van Vroegere Yan (337-370). Hij ontving daarvoor de titel Duting hou (都亭侯, markies van Duting). In 378-380 onderdrukte hij een rebellie geleid door Fu Luo (苻洛), een neef van Fu Jian.

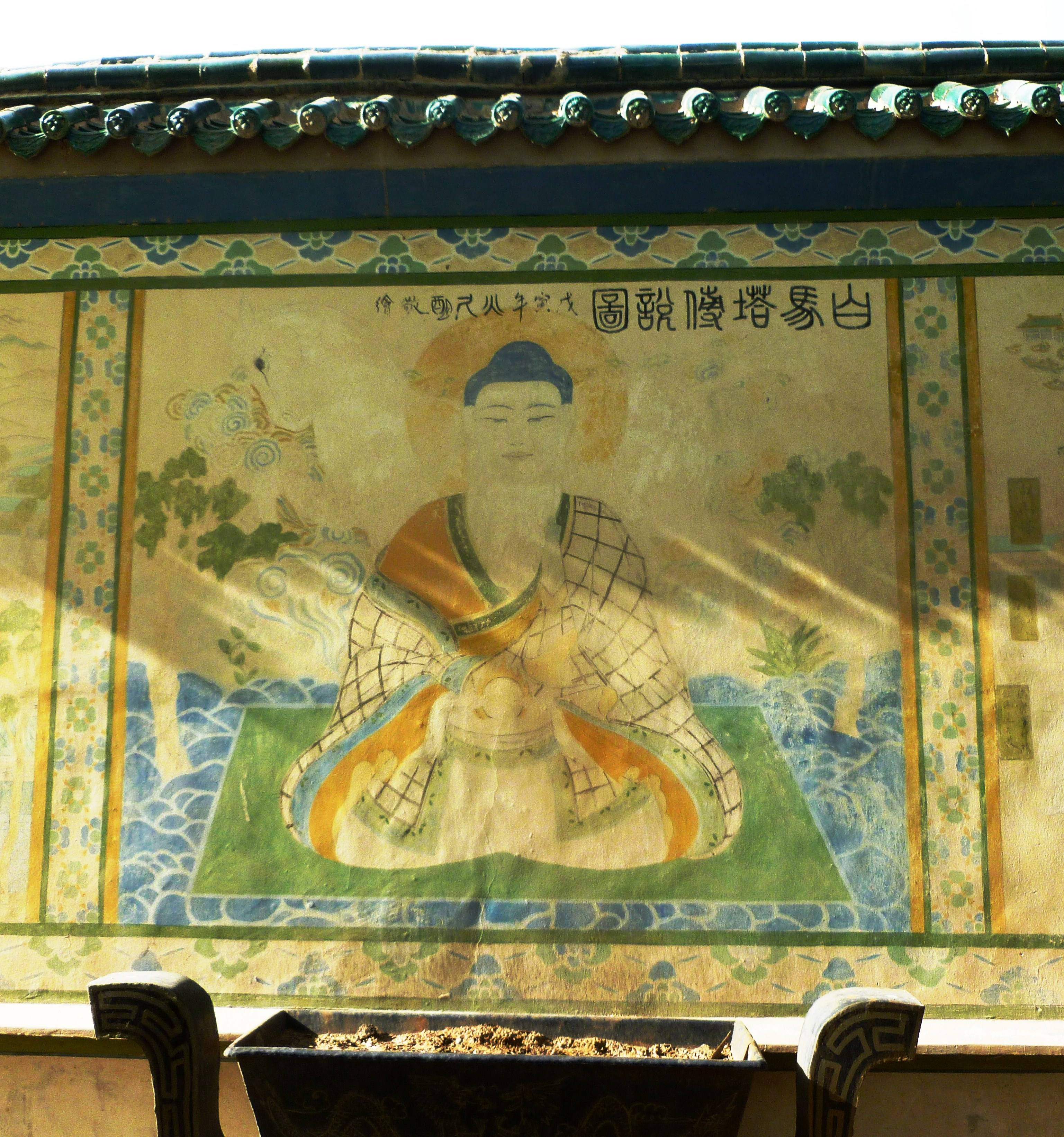
Muurschildering van Kumārajīva in de Witte Paard Pagode, Dunhuang.

In 382 werd Lü Guang door Fu Jian naar de Westelijke Regio (het huidige Xinjiang) gestuurd om daar een gouverneurschap te vestigen. Hij stond aan het hoofd van een leger van 100.000 infanteristen en 5.000 cavaleristen, dat in het voorjaar van 383 vertrok vanuit Chang'an, de hoofdstad van Vroegere Qin. Begin 384 hadden de meeste oasestaatjes de suzereiniteit van Vroegere Qin erkend. Alleen Kucha gaf zich pas over na een belegering. Ondertussen had keizer Fu Jian in 383 de Slag aan de Fei-rivier verloren, waarna zijn rijk uiteenviel. Een formele benoeming tot gouverneur van de Westelijke Regio kon Lü Guang niet meer bereiken. Die wilde zich eigenlijk in Kucha gaan vestigen, maar keerde onder druk van zijn manschappen in 385 toch terug. De gemaakte buit werd vervoerd op 20.000 kamelen. Overigens noemt het Boek van de Wei (in juan 95) het waarschijnlijk realistischer getal van 2.000 kamelen. Onder de meegevoerde personen bevond zich ook de boeddhistische monnik, geleerde en vertaler Kumārajīva (344-413), afkomstig uit Kucha.
Toen Lü Guang de Jaden Poort (Yumenguan, 玉門關), het beginpunt van de Chinese Muur naderde, weigerde Liang Xi (梁熙), de Qin-gouverneur van de provincie Liangzhou (westelijk Gansu en oostelijk Xinjiang) hem de toegang. Hij trok toch de provincie in, versloeg (en doodde) Liang Xi en veroverde de provinciehoofdstad Guzang (姑臧, het huidige Wuwei, Gansu) met het omliggende gebied. Toen hij in de winter van 386 hoorde van de dood van Fu Jian, nam Lü Guang een nieuwe jaartitel aan, Tai'an (太安, ook: Da'an 大安, 386-388). Hoewel hij zich niet formeel onafhankelijk verklaarde, wordt deze invoering van een eigen kalender toch beschouwd als het stichtingsmoment van zijn eigen staat Latere Liang.

### Lü Guang (386-400)

#### Consolidatie
Lü Guang beschouwde zich in eerste instantie als gouverneur (mu, 牧) van de provincie Liang. In 387 benoemde hij zichzelf tot Jiuquan gong (酒泉公, "hertog van Jiuquan"). Hij consolideerde zijn macht over het grondgebied van de provincie door Zhang Dayu (張大豫), de zoon van de laatste heerser van Vroegere Liang (314-376) gevangen te nemen en vervolgens te executeren. In 389 verklaarde Lü Guang zich openlijk onafhankelijk door zich uit te roepen tot Sanhe wang (三河王), de "Koning van de Drie Rivieren", waarmee waarschijnlijk de Datong Rivier (大通河, Datong He), de Gele Rivier en de Tao He zijn bedoeld. 
In 391 viel Lü Guang onverwacht de buurstaat Westelijke Qin (385–400, 409–431) aan. De aanval mislukte, maar vormde het begin van een reeks gevechten tussen Latere Liang en Westelijke Qin. Na een succesvol offensief in de herfst van 396 werd Qifu Gangui (乞伏乾歸, r.388-400), heerser van Westelijke Qin een vazal van Lü Guang. Eerder, in 394 was ook Tufa Wugu (禿髮烏孤, †399), leider van de Xianbei in de provincie Liang zijn vazal geworden. In 394 bleek verder dat Lü Guang zijn macht ook over het grootste deel van de Westelijke Regio had weten uit te breiden toen hij zijn zoon Lü Fu (呂覆) naar Gaochang stuurde om daar de verdediging op te bouwen.
In 396 proclameerde Lü Guang zich tot Da Liang tianwang (大涼天王, "Hemelse koning van Groot-Liang"), een titel vergelijkbaar met die van keizer. Hij benoemde zijn zoon Lü Shao (呂紹, †400) tot kroonprins en verhief zijn broers, zonen en neven in de adelstand. Ook diverse functionarissen ontvingen een hoge titel, hoewel die bijvoorbeeld werd geweigerd door zijn vazal Tufa Wugu (die overigens wel de meegeleverde musici en ambachtslieden behield).

#### Afscheiding van Noordelijke Liang

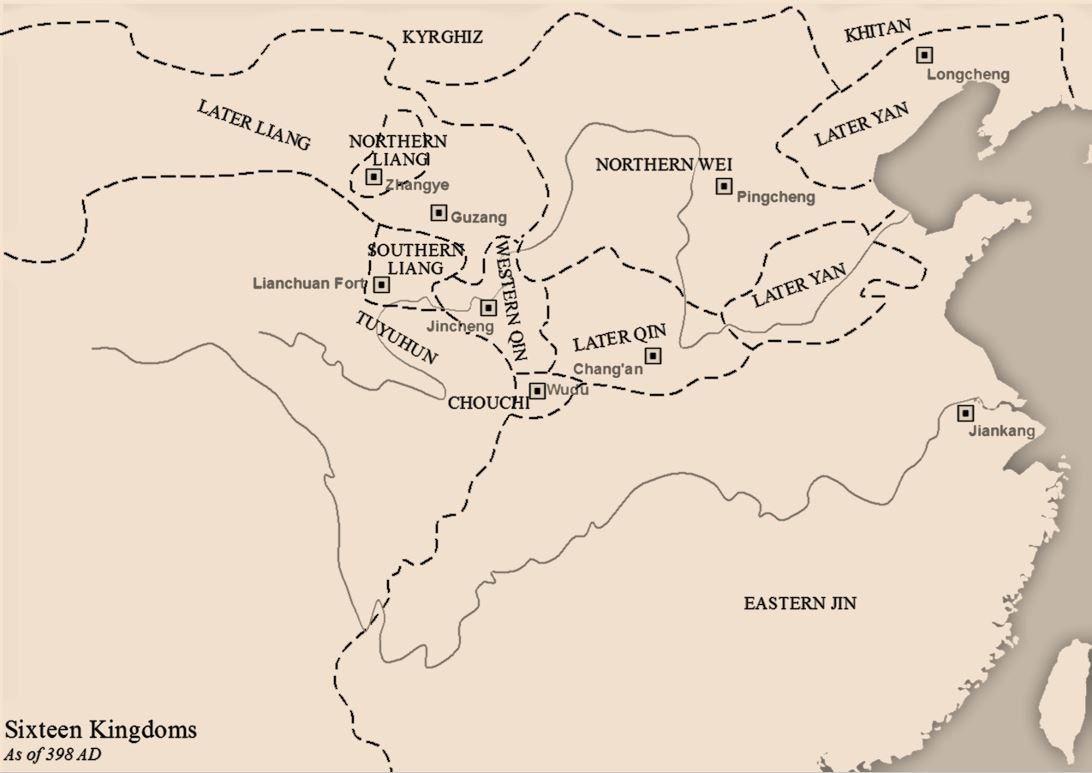
Positie van Latere Liang in 398.

Toen Qifu Gangui van Westelijke Qin in 397 zijn vazalstatus opzegde wilde Lü Guang hem straffen. Een expeditieleger onder leiding van zijn broer Lü Yan (呂延) werd echter verslagen, waarbij Lü Yan sneuvelde en het leger zich weer terugtrok. Lü Guang hield twee ondergeschikten van Lü Yan, de Xiongnu Juqu Luochou (沮渠羅仇) en Juqu Quzhou (沮渠麴粥) verantwoordelijk voor de nederlaag. Zij werden ter dood gebracht. Hun neef Juqu Mengxun (沮渠蒙遜, 368–433) begon een opstand onder de Xiongnu in de provincie Liang. Lü Guang stuurde zijn zoon Lü Zuan (呂篡) op hem af. Terwijl die Juqu Mengxun in de bergen achtervolgde, belegerde zijn neef Juqu Nancheng (沮渠男成) de bestuurszetel van het district Jiankang (建康, het huidige Zhangye, Gansu). De gouverneur van dat district, Duan Ye (段業, †401) sloot zich aan bij de opstand en riep de onafhankelijke staat Noordelijke Liang (398-439/460) uit. Tegelijkertijd kwam in de hoofdstad Guzang generaal Yang Gui (楊軌) tegen Lü Guang in opstand. Lü Zuan werd gedwongen de strijd tegen de Xiongnu te staken en terug te keren naar de hoofdstad, waar hij de opstand wist te onderdrukken.

#### Afscheiding van Zuidelijke Liang
Na de nederlaag tegen Westelijke Qin in 397 had ondertussen een andere vazal van Latere Liang, Tufa Wugu, zich zelfstandig verklaard. Hij riep de staat Zuidelijke Liang (397-414) uit. Een strafexpeditie tegen hem onder leiding van generaal Dou Gou (竇苟) mislukte. Vanaf dat moment was Latere Liang het doelwit van voortdurende aanvallen vanuit Zuidelijke Liang, Westelijke Qin en Noordelijke Liang. In 399 of 400 overleed Lü Guang na een ziekte en werd opgevolgd door zijn zoon Lü Shao.

### Troonstrijd en annexatie
Lü Shao werd de nieuwe "Hemelse koning van Groot-Liang", maar de feitelijke macht kwam in handen van twee oudere broers. Lü Zuan (呂篡, †401) nam de militaire zaken voor zijn rekening en Lü Hong (呂弘, †400) werd regeringsleider. Enkele dagen later viel Lü Zuan het koninklijk paleis aan, daarbij ondersteund door Lü Hong. Lü Shao vluchtte weg uit zijn paleis en pleegde zelfmoord. Lü Zuan verklaarde zich tot nieuwe "Hemelse koning". Zijn vader, Lü Guang werd postuum benoemd tot keizer Yiwu (懿武帝), maar Lü Shao ontving postuum slechts de titel "prins Yin" (隱王) en geen keizerlijke naam. Aan de samenwerking tussen Lü Zuan en Lü Hong kwam door wederzijds wantrouwen snel een einde. Lü Hong kwam in het voorjaar van 400 in opstand. Die werd door Lü Zuan onderdrukt, waarna hij zijn troepen de vrije hand gaf om de eigen hoofdstad te plunderen. Lü Hong werd terechtgesteld.
Lü Zuan besteedde zijn tijd aan jagen, seks, drinken en het voeren van militaire campagnes. Zo viel hij Zuidelijke Liang aan, maar werd verslagen. Ook een aanval op Noordelijke Liang in 400, waarbij zelfs de hoofdstad Zhangye (張掖) werd belegerd, moest worden afgebroken. Tufa Lilugu (r.399-402), heerser van Zuidelijke Liang stuurde op hetzelfde moment zijn broer Tufa Rutan naar Latere Liang om de hoofdstad Guzang aan te vallen. De stad werd geplunderd en 8000 families werden gedeporteerd naar Zuidelijke Liang. In 401 viel Lü Chao (呂超, †416), een neef(zegger) van Lü Zuan de leider van de Xianbei, Sipan (思盤) aan. Hij deed dat zonder toestemming van Lü Zuan. Die probeerde Lü Chao en Sipan met elkaar te verzoenen, maar tijdens een feestmaal maakte Lü Chao van de gelegenheid gebruik om Lü Zuan te doden. Lü Chao plaatste zijn broer Lü Long (呂隆, †416) op de troon. Die liet de meeste staats- en militaire zaken over aan Lü Chao en benoemde hem tot "hertog van Anding" (安定公). Zijn vermoorde voorganger Lü Zuan ontving postuum de titel "Keizer Ling" (靈帝).

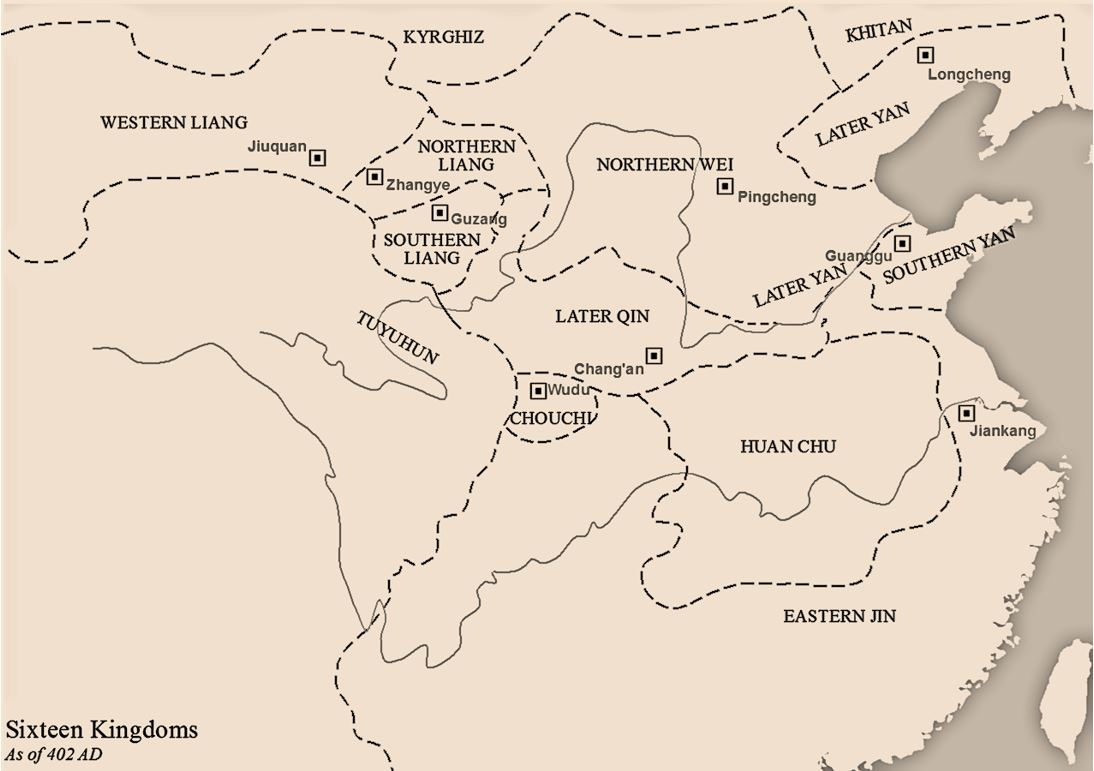
Noord-China na de annexatie van Latere Liang door Latere Qin.

Yao Xing (姚興, r.394–416), de heerser van Latere Qin (384-417) viel in de zomer van 401 met een leger onder bevel van zijn oom Yao Shode (姚碩德) Latere Liang aan. Na een belegering van de hoofdstad Guzang gaven Lü Chao en Lü Long zich over. Zij moesten vijftig leden van hun clan als gijzelaar naar Chang'an, de hoofdstad van Latere Qin sturen. Ook de boeddhistische monnik, geleerde en vertaler Kumārajīva (344-413) werd naar Chang'an gebracht. Yao Xing verleende Lü Long de titel Jiankang Gong (建康公). De aanvallen van Zuidelijke en Noordelijke Liang op Latere Liang bleven echter doorgaan. Dit leidde tot hongersnood in de hoofdstad. In 403 was de situatie zo nijpend geworden, dat Lü Long besloot de staat volledig over te dragen aan Latere Qin. Onder escorte van Qin-generaal Qi Nan (齊難) werden Lü Long en Lü Chao naar Chang'an overgebracht. Dit betekende het einde van Latere Liang.
In Latere Qin mocht Lü Long zijn titel Jiankang Gong ("hertog van Jiankang") blijven gebruiken. Verder zwijgen de bronnen tot 416 over hem. In dat jaar raakten hij en Lü Chao betrokken bij een mislukte machtsovername door Yao Bi (姚弼), een zoon van Yao Xing. Yao Bi moest zelfmoord plegen. De overige samenzweerders, waaronder Lü Long en Lü Chao werden de dag erop terechtgesteld.

## Overzicht van de heersers van Latere Liang
- 386 Gouverneur van Liang: Lü Guang
- 389 koning van Sanhe: Lü Guang
- 396 Hemelse koning van Groot-Liang: Lü Guang, Lü Shao, Lü Zuan, Lü Long
- 403 geannexeerd door Latere Qin

| Persoonsnaam              | Regeer-periode | Postume naam                                                                                 | Tempelnaam             | Jaartitel(s) |
| ------------------------- | -------------- | -------------------------------------------------------------------------------------------- | ---------------------- | --- |
| Lü Guang (呂光) (337-399) | 386-399        | (Hou Liang) Yi Wudi (後涼懿武帝), keizer Yiwu / Wudi (武帝), keizer Wu                       | (Liang) Taizu (涼太祖) | - Tai'an (太安, ook: Da'an 大安), 386-388 - Linjia (麟嘉), 389-395 - Longfei (龍飛), 396-398 - Chengkang (承康), 399 |
| Lü Shao (呂紹) (†399)     | 399            | (Hou Liang) Yin wang (後涼隱王), prins Yin                                                   | -                      | - |
| Lü Zuan (呂纂) (†400)     | 399-400        | (Hou Liang) Lingdi (後涼靈帝), keizer Ling                                                   | -                      | - Xianning (咸寧), 399-400                                                                                           |
| Lü Long (呂隆) (†416)     | 400-403        | (Hou Liang) Houzhu (後涼後主), Laatste Heerser / Jiankang gong (建康公), hertog van Jiankang | -                      | - Shending (神鼎), 401-403                                                                                           |

## Historiografische bronnen
De belangrijkste Chinese historiografische bronnen voor Xia zijn:
- Lente- en herfstannalen van de Zestien Koninkrijken (oorspronkelijk uit 528):
  - De verkorte reconstructie uit 938: juan 10.
  - De reconstructie uit 1585 in de herziene versie uit 1781: juan 81-84.
- Boek van de Jin uit 648: juan 122.
- Zizhi tongjian (Doorlopende spiegel tot hulp bij het bestuur) uit 1084: juan 100-111.

### Geraadpleegde literatuur
- Corradini, Piero, 'The Barbarian States in North China' in: Central Asiatic Journal, 50 (2006), pp.163-232. Hier met name: pp.214-216.
- Franke, Otto, Geschichte des chinesischen Reiches. Eine Darstellung seiner Entstehung, seines Wesens und seiner Entwicklung bis zur neuesten Zeit, Berlijn (Walter de Gruyter) 2001, (oorspronkelijke uitgave 1936) ISBN 3-11-017034-5. Band 2 Der konfuzianische Staat I. Der Aufstieg zur Weltmacht. Hier met name: pp.88, pp.111-112, pp.184-186.
- Holcombe, Charles, 'The Sixteen Kingdoms' in: Dien, Albert E. en N. Knapp (eds.), The Cambridge History of China, Vol. 2, The Six Dynasties, 220–589, Cambridge (Cambridge University Press) 2019, ISBN 9781107020771, pp.119-144. Hier met name: p.140.
- Xiong Cunrui, Historical Dictionary of Medieval China Lanham MD (Scarecrow Press) 2009, ISBN 9780810860537 (Historical Dictionaries of Ancient Civilizations and Historical Eras, no.19), passim.

### Overige literatuur
- Mather, Richard B, Biography of Lü Kuang, Berkeley (University of California Press) 1959 (Chinese Dynastic Histories Project no.7). Vertaling van de biografie van Lü Guang, gedeelte van juan 122 van het Boek van de Jin